# Comanche County (Kansas)
Comanche County is een county in de Amerikaanse staat Kansas.
De county heeft een landoppervlakte van 2.042 km² en telt 1.967 inwoners (volkstelling 2000). De hoofdplaats is Coldwater.